# ペーテル・ニコライ・アルボ
ペーテル・ニコライ・アルボ（Peter Nicolai Arbo、1831年6月18日 - 1892年10月14日）は、ノルウェーの画家である。主にノルウェーの歴史や北欧神話を題材にした作品を手がけた。とりわけ『アスガルトスレイエン』（ワイルドハント）や、北欧神話に登場する女性、ワルキューレを描いた作品は有名である。

## 来歴
学校の校長を務める父、クリスティアン・フレデリック・アルボと、母マリエ・クリスティアーネ・フォン・ローゼンの間に生まれ、ノルウェーのブスケルー県ドランメンにある、グルスコーゲンのグルスコーゲン・マナーで育った。兄弟のカール・オスカール・エウゲンは軍医で、ノルウェーにおける人類学の開拓者であった。子供時代を過ごした、グルスコーゲンの家は、1804年に、アルボの年長のいとこで、材木商で企業家であるピーター・ニコライ・アルボの夏の別荘として建てられたものだった。

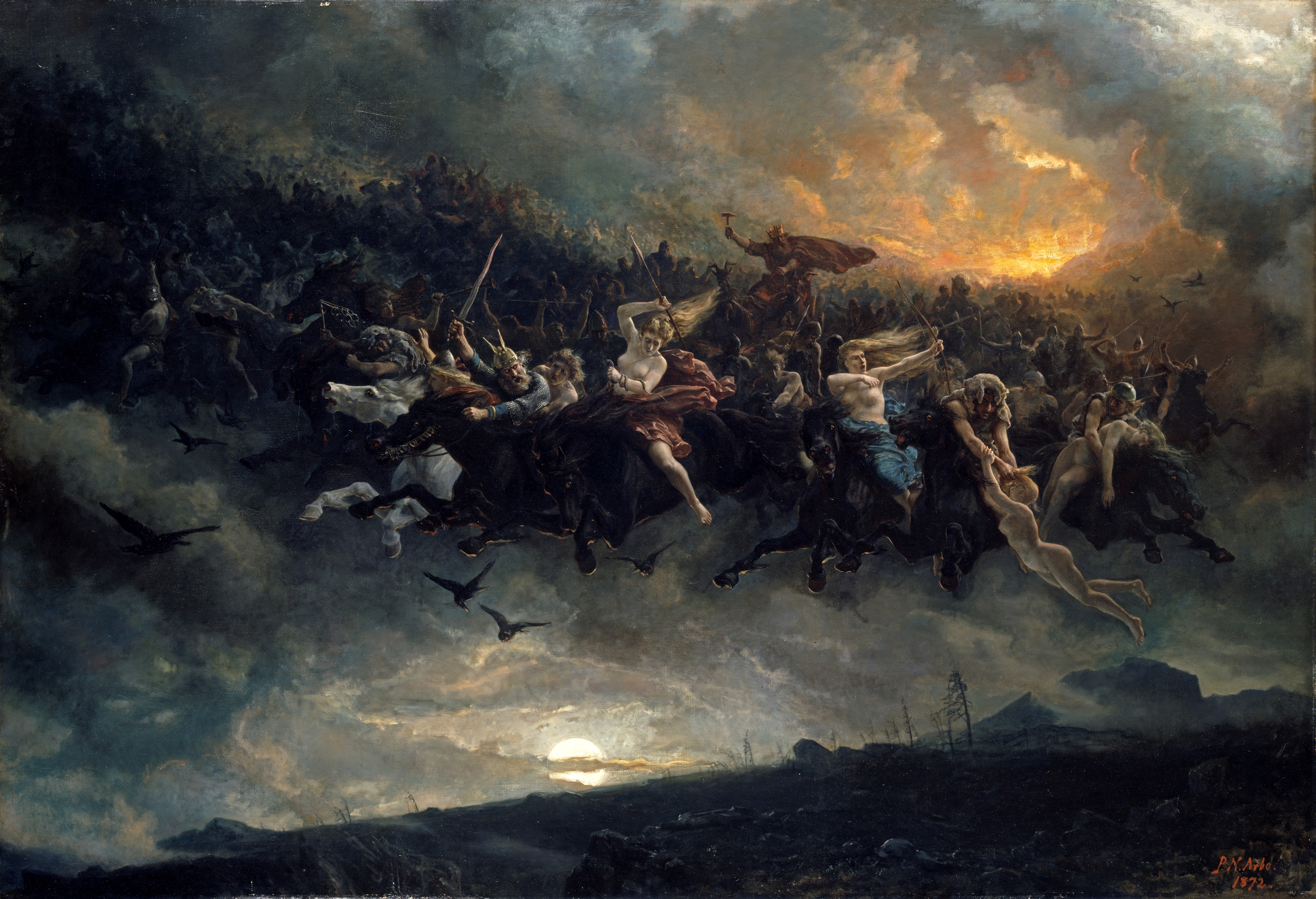
ワイルドハント

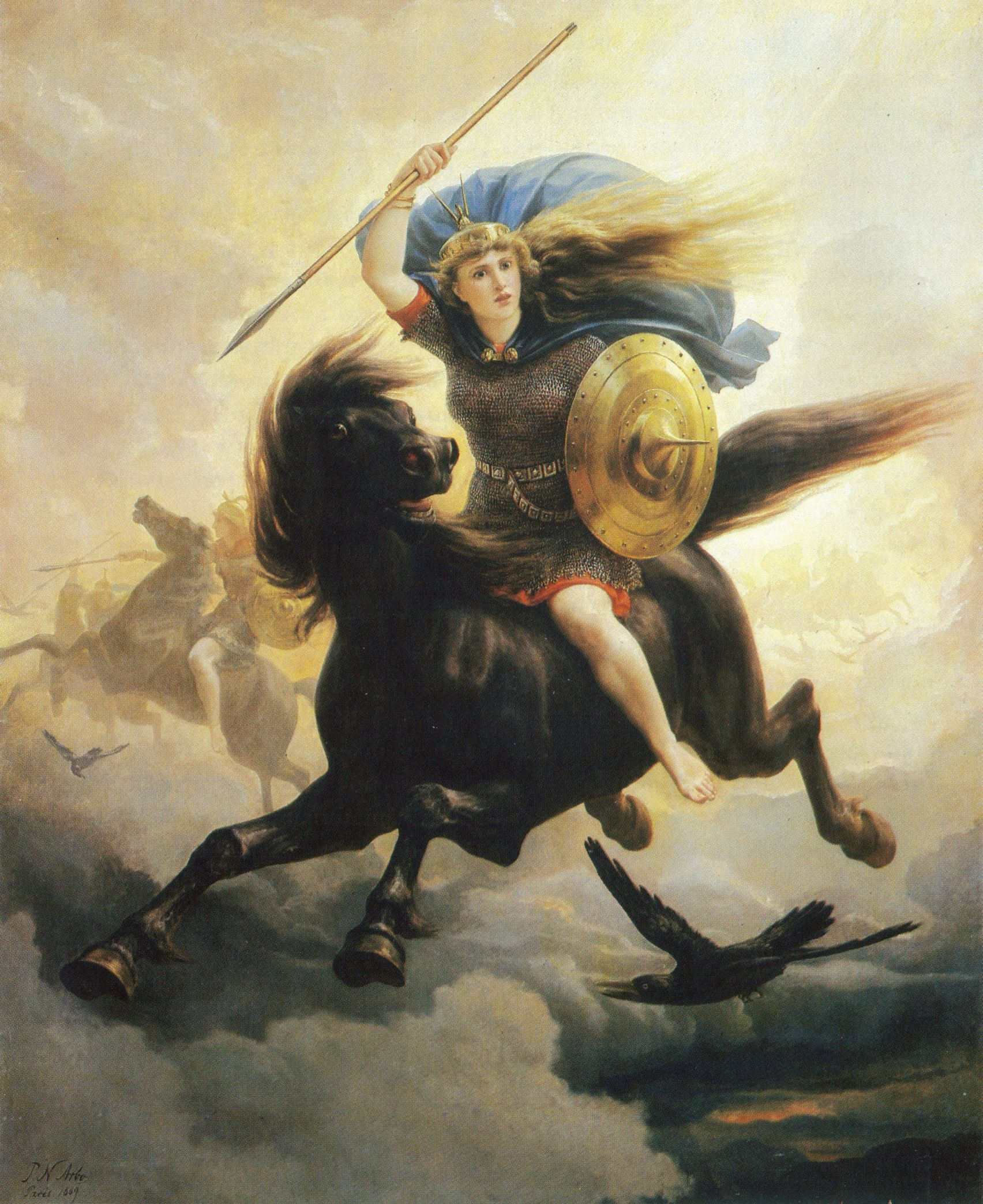
ワルキューレ

アルボは、1851年から1852年の1年間、コペンハーゲンの、フレデリック・フェアディナン・ヘルステッドが経営する学校で美術教育を受け、その後、デュッセルドルフでも美術を学んだ。1853年から1855年までは、デュッセルドルフ美術アカデミーの教授である、カール・フェルディナンド・ゾーンの教えを受け、1857年から1858年までは、戦争と動物の画家である、エミール・ヒュンテンのもとで学んだ。デュッセルドルフでは、時折、私的に歴史画の作家であるO.メンゲルベルクの教えも受けた。美術アカデミーの教授だったアドルフ・ティーデマンや、ハンス・ギューデとは親友だった。この当時、ノルウェーでは歴史画に興味を持つ画家が多く、アルボが歴史画を選んだのは、その辺りにも理由がある。
1861年、アルボはいったんノルウェーに戻ったが、その後の年月を、ハンス・ギューデやフレデリク・コレットとともに旅に過ごした。同年、『高山の馬の群れ』の最初の作品を発表した。この題材は、その後何度かに渡ってアルボが取り上げることになる。この作品は、1889年から、オスロのノルウェー国立芸術・建築・デザイン美術館 に展示され、アルボの作品の中でも、きわめて重要なものの一つと考えられている。『ワイルドハント』の最初の作は、恐らく1861年に、デュッセルドルフで水彩画として描かれたものであり、1868年の堂々とした作品はフィラデルフィアの市庁舎に飾られている。肖像画でも有名で、王族の肖像も手掛けている。また、外国での展覧会にも出品している。
1863年から1874年まではパリに住み、その後ノルウェーに帰国して、クリスチャニア（現オスロ）に居を構えた。
1866年、聖オーラヴ勲章騎士章と、スウェーデンのヴァーサ王騎士勲章を受章している。同じ1866年にはストックホルムで、1876年ではフィラデルフィアで審査の仕事に携わり、1873年には、ウィーンでの美術部門展覧会の委員を務め、1875年からはナショナル・ギャラリー・カンパニーの一員でもあった。1892年10月14日、クリスチャニアで死去。

## ドランメン美術館
ドランメン美術館は（Drammens museum for kunst og kulturhistorie）、ドランメンの中心部、ドランメン川の南部にある。かつては、この土地の所有者の、優雅なカントリーハウスが建ち並び、マリエンリストとして知られていた。美術館の展示の一部は、ノルウェーの歴史や文化を題材にした作品である。この美術館は5つの建物から成り立っており、グルスコーゲン・マナーの、アルボが子供時代を過ごした家もその中に含まれている。この家の複数の部屋に、アルボの作品が展示されている。

## ギャラリー

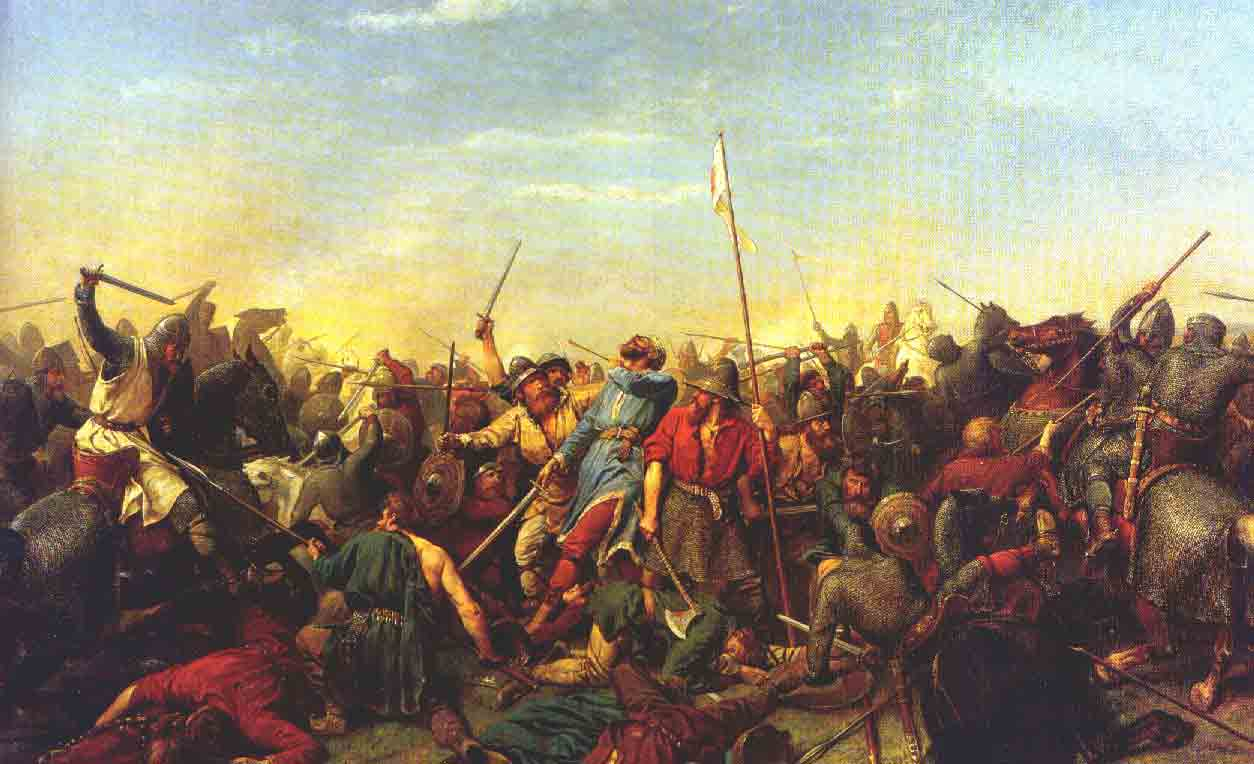
スタンフォード・ブリッジの戦い
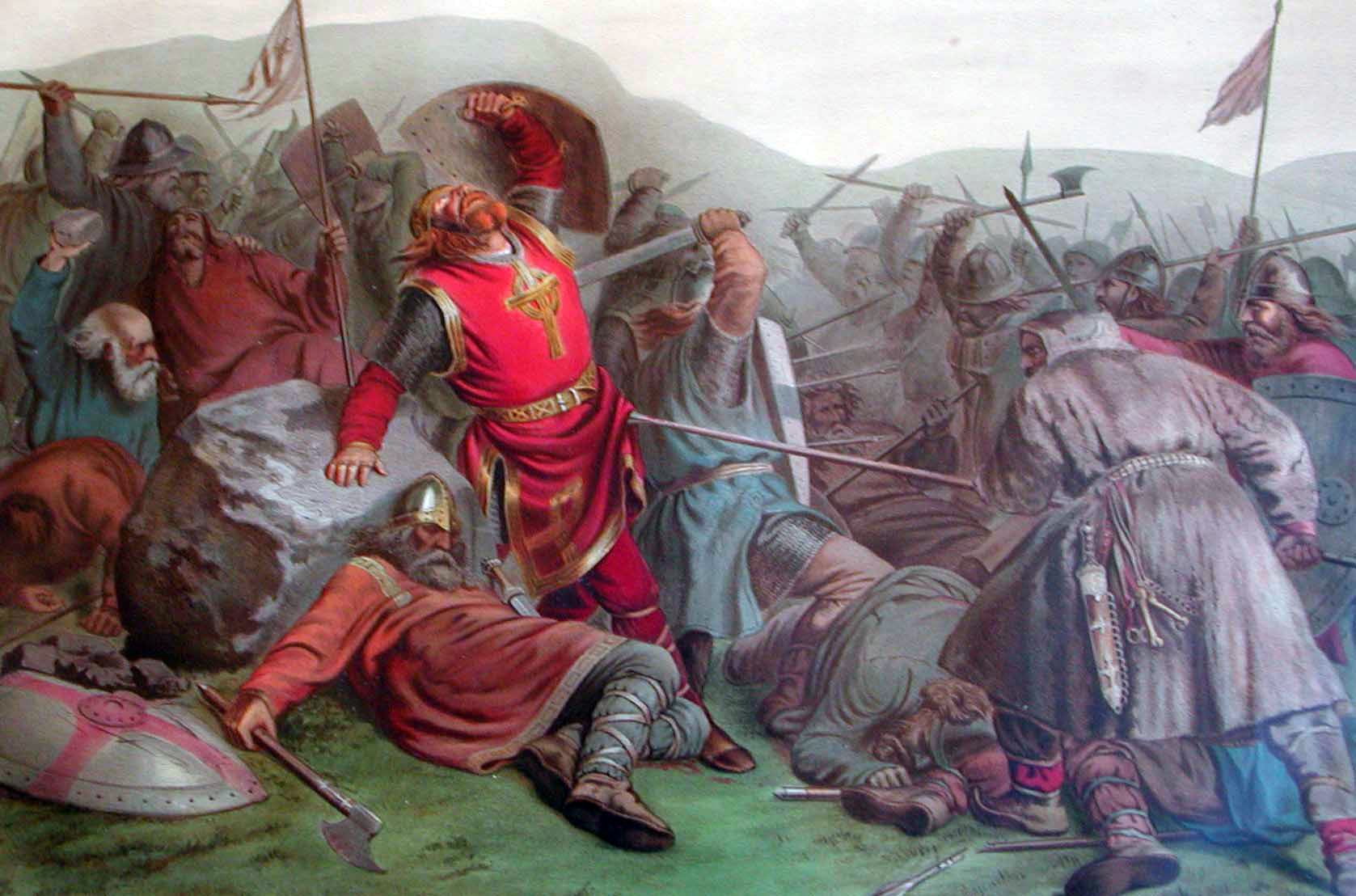
オーラヴ2世の死
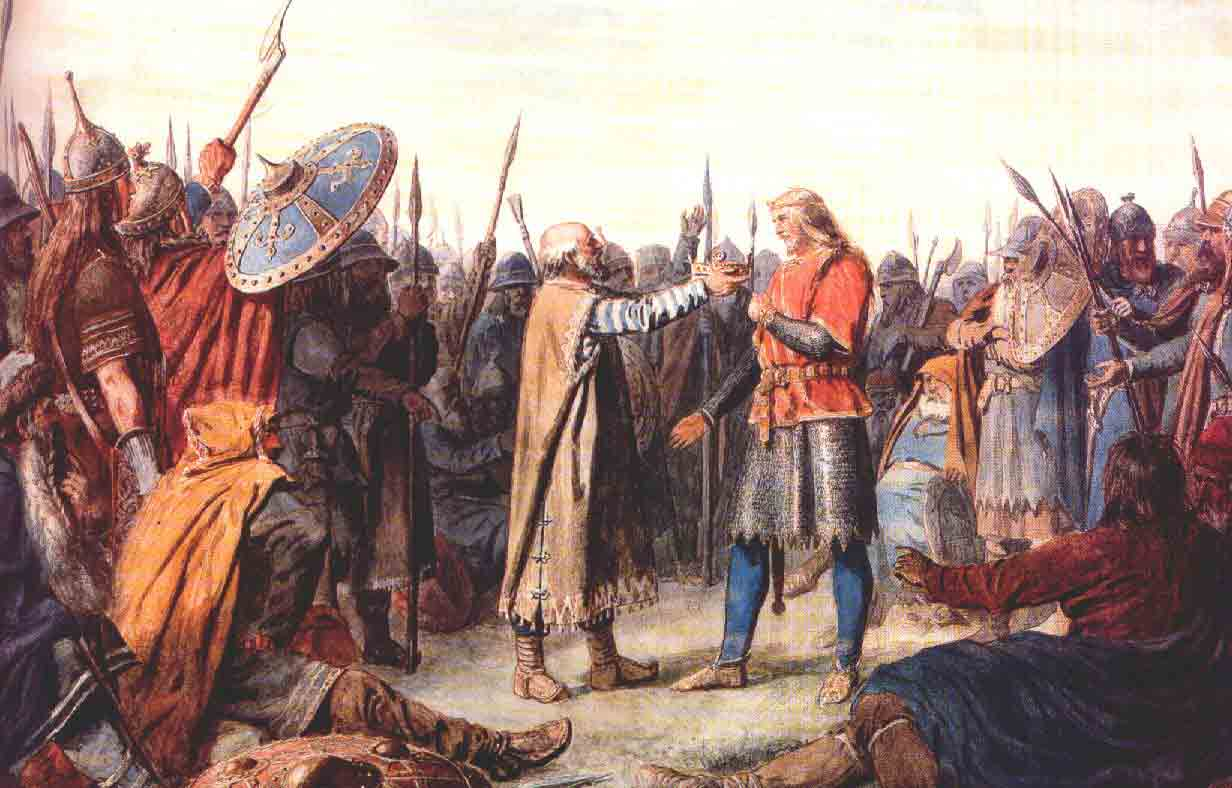
オーラヴ1世の戴冠
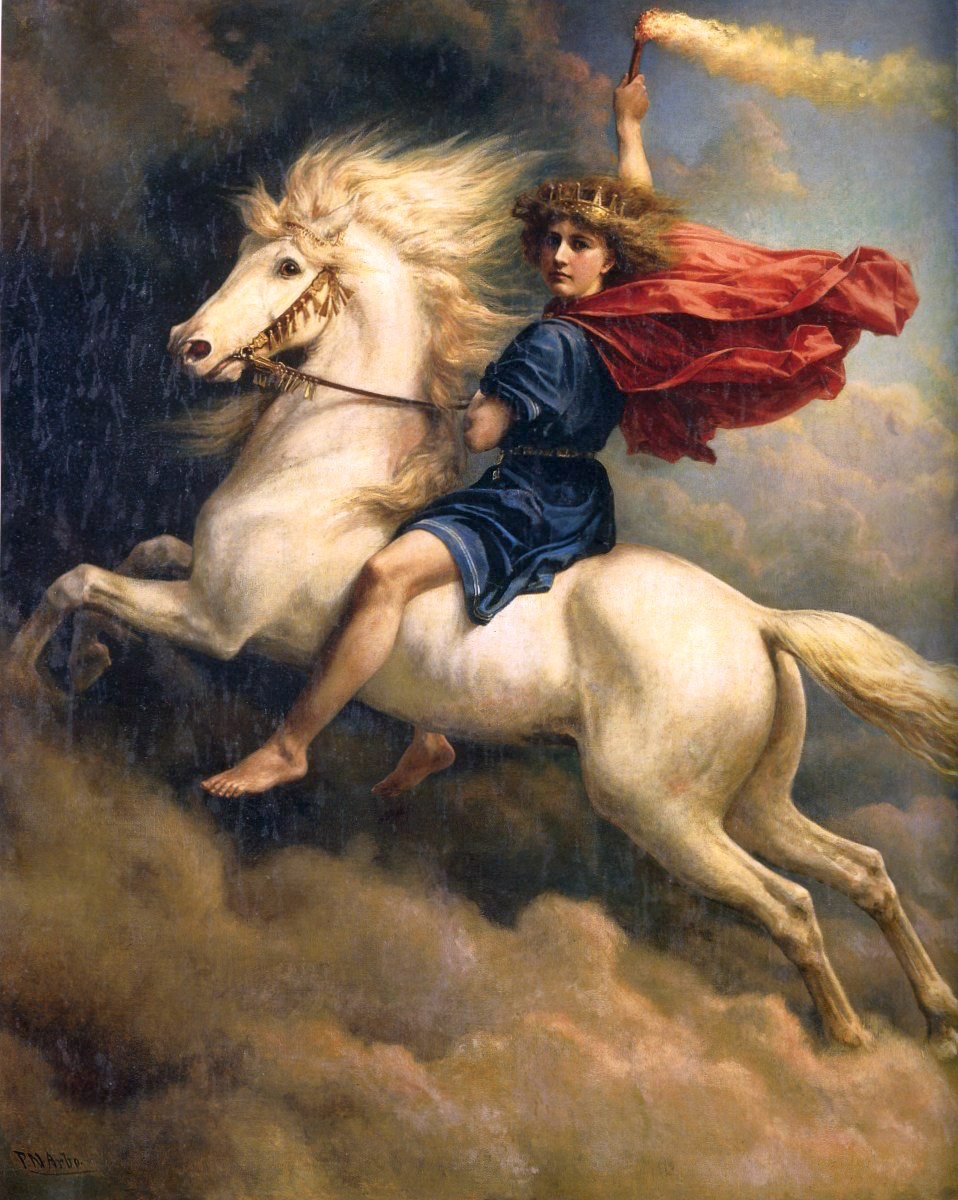
昼の神ダグ
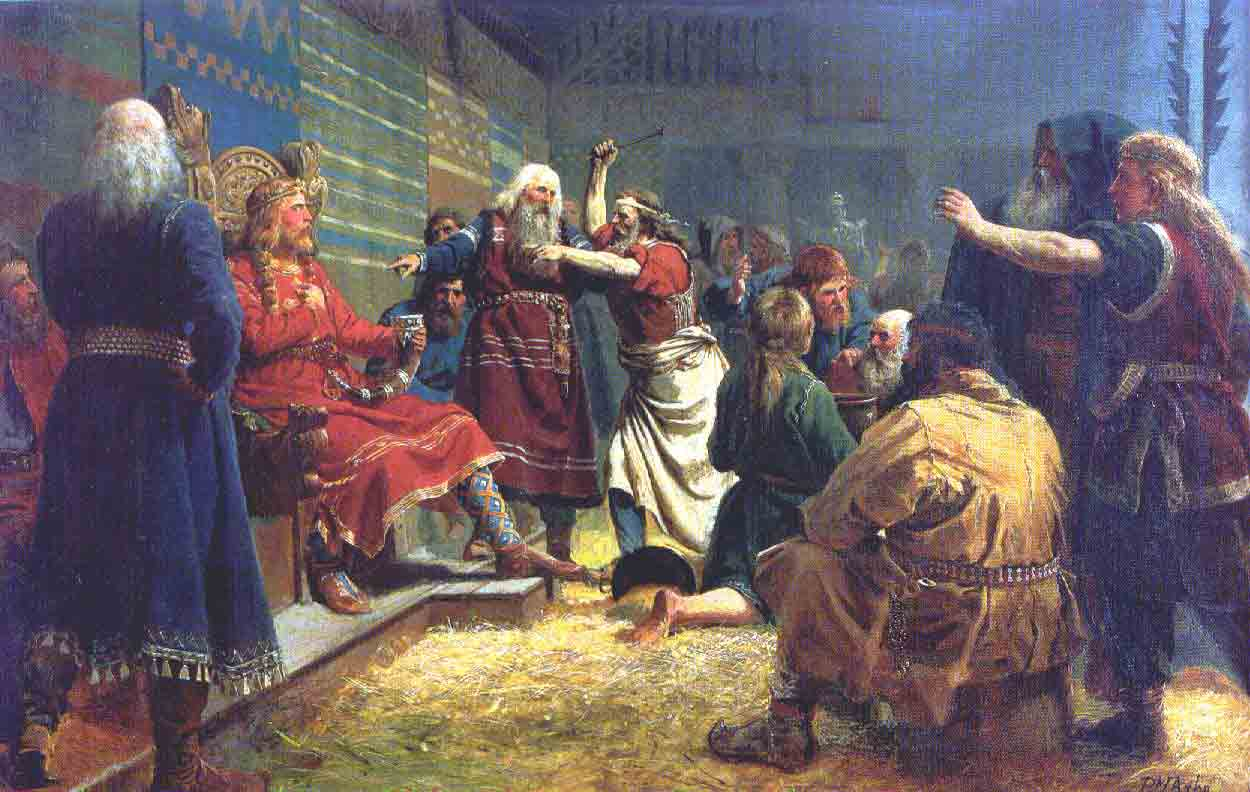
ホーコン1世（善王）
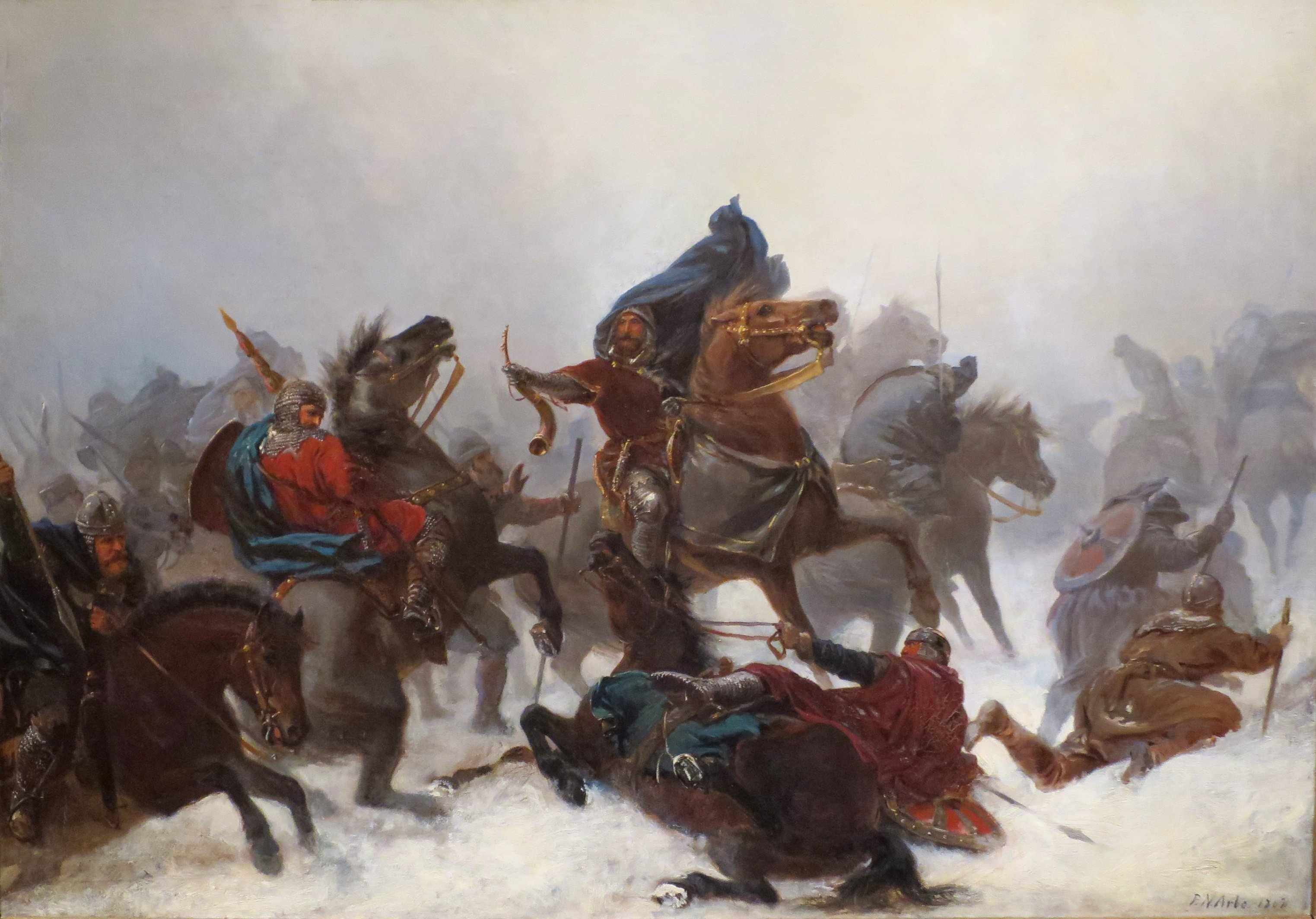
スヴェレ・シグルツソン
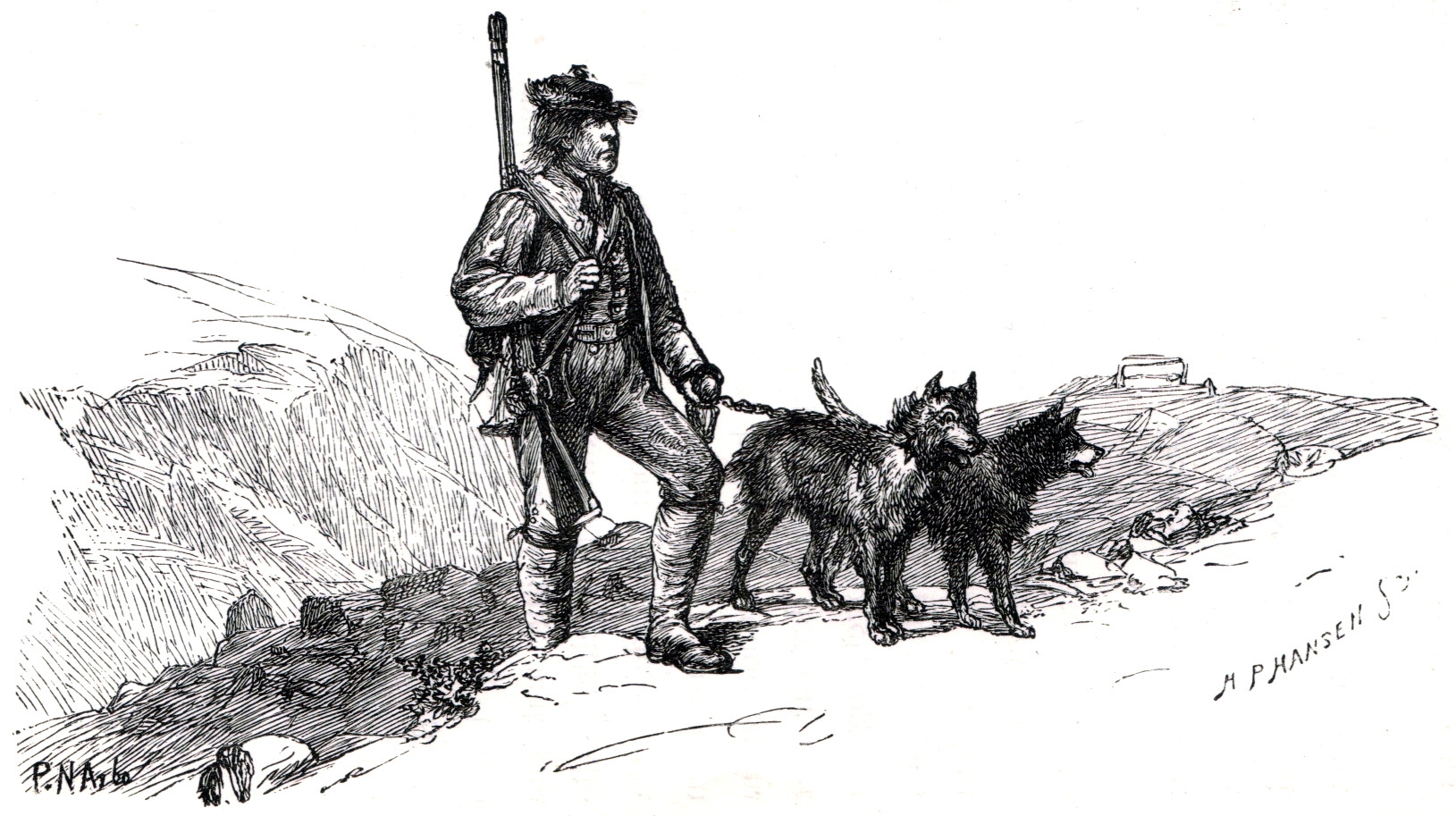
ペール・ギュント
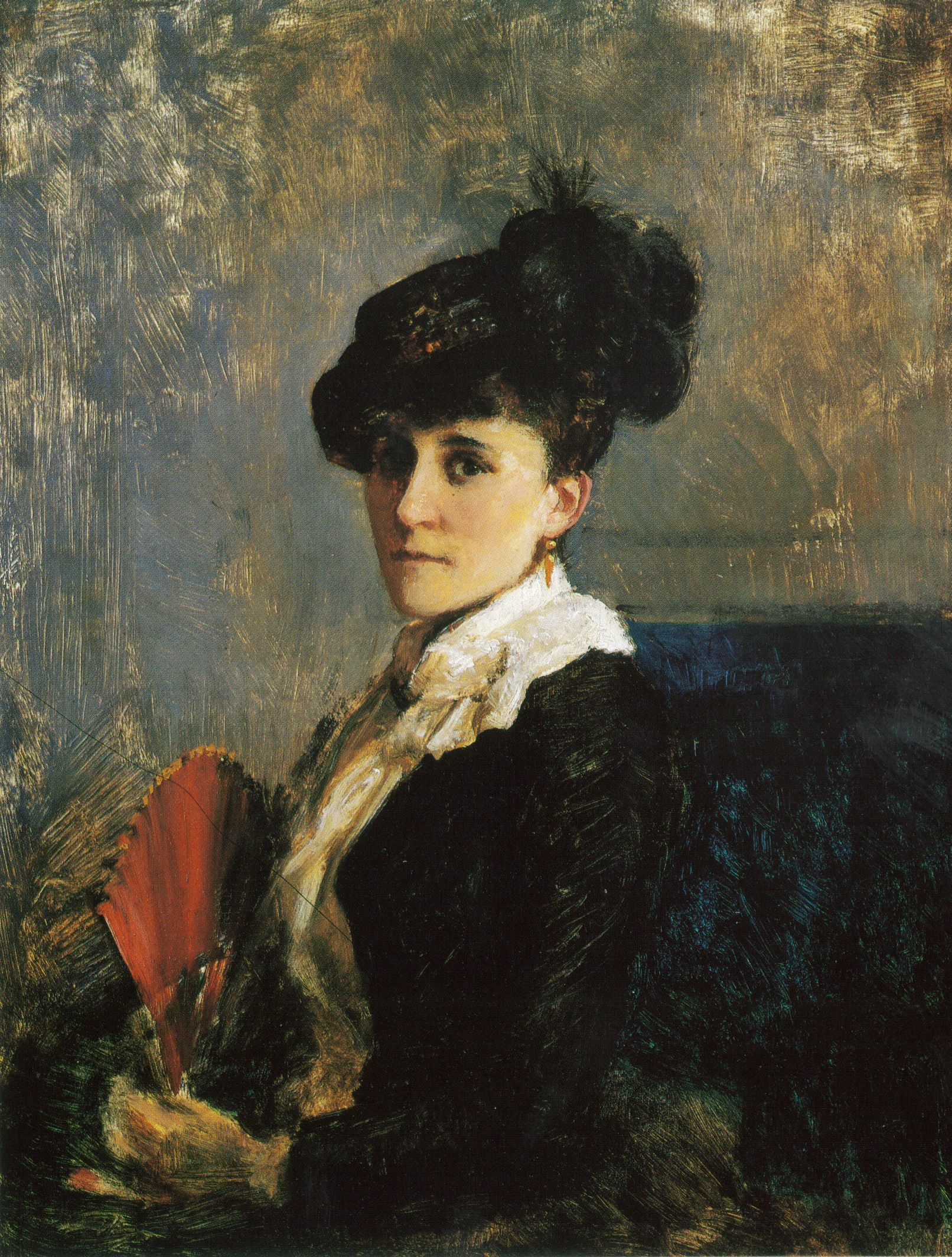
エリザ夫人の肖像 （未完成）